# Taurignan-Vieux
Taurignan-Vieux – miejscowość i gmina we Francji, w regionie Oksytania, w departamencie Ariège.
Według danych na rok 1990 gminę zamieszkiwało 190 osób, a gęstość zaludnienia wynosiła 32 osoby/km² (wśród 3020 gmin regionu Midi-Pyrénées Taurignan-Vieux plasuje się na 873. miejscu pod względem liczby ludności, natomiast pod względem powierzchni na miejscu 1413.).